# Fourth World, Vol. 1: Possible Musics
Fourth World, Vol. 1: Possible Musics är ett musikalbum av Jon Hassell och Brian Eno, lanserat 1980 på E.G. Records. Skivan spelades in i studion Celestial Sounds i New York. Albumet blandar ambient med världsmusik. Jon Hassells trumpet är huvudinstrumentet på skivan, men den låter sällan som en traditionell trumpet, närmast som en flöjt.
Musikkritikern Robert Christgau kallade albumet "det mest förföriska [Brian] Eno satt sitt namn på sedan Another Green World".

## Låtlista
1. "Chemistry" (kompositörer: Jon Hassell, Brian Eno) – 6:50
2. "Delta Rain Dream" (Hassell, Eno) – 3:26
3. "Griot (Over 'Contagious Magic')" (Hassell) – 4:00
4. "Ba-Benzélé" (Hassell) – 6:15
5. "Rising Thermal 14° 16' N; 32° 28' E" (Hassell, Eno) – 3:05
6. "Charm (Over 'Burundi Cloud')" (Hassell) – 21:29